# Peugeot 2008 I
| Sterne im Euro-NCAP-Crashtest (2013) |

| Sterne im C-NCAP-Crashtest (2014) |

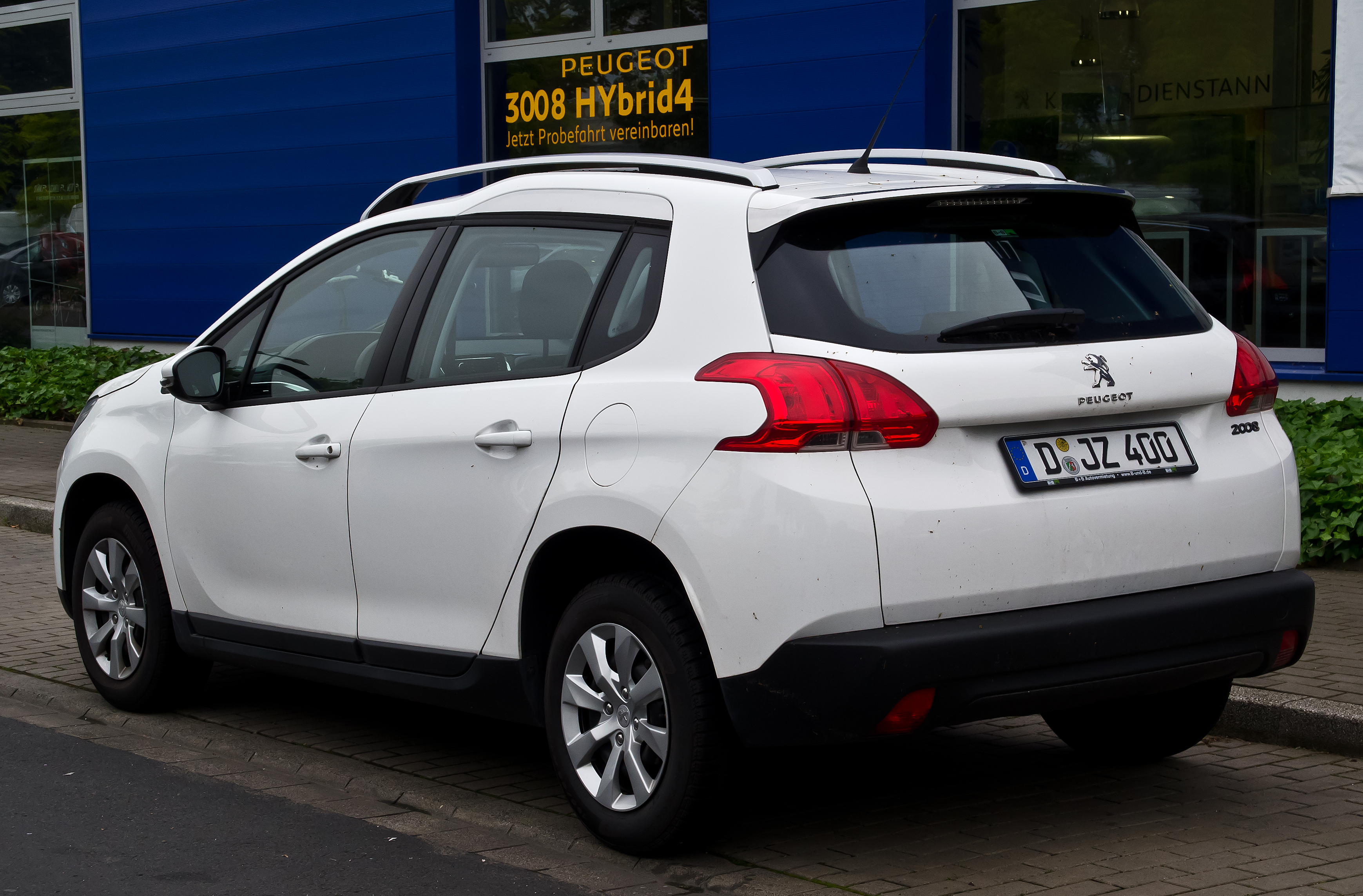
Heckansicht

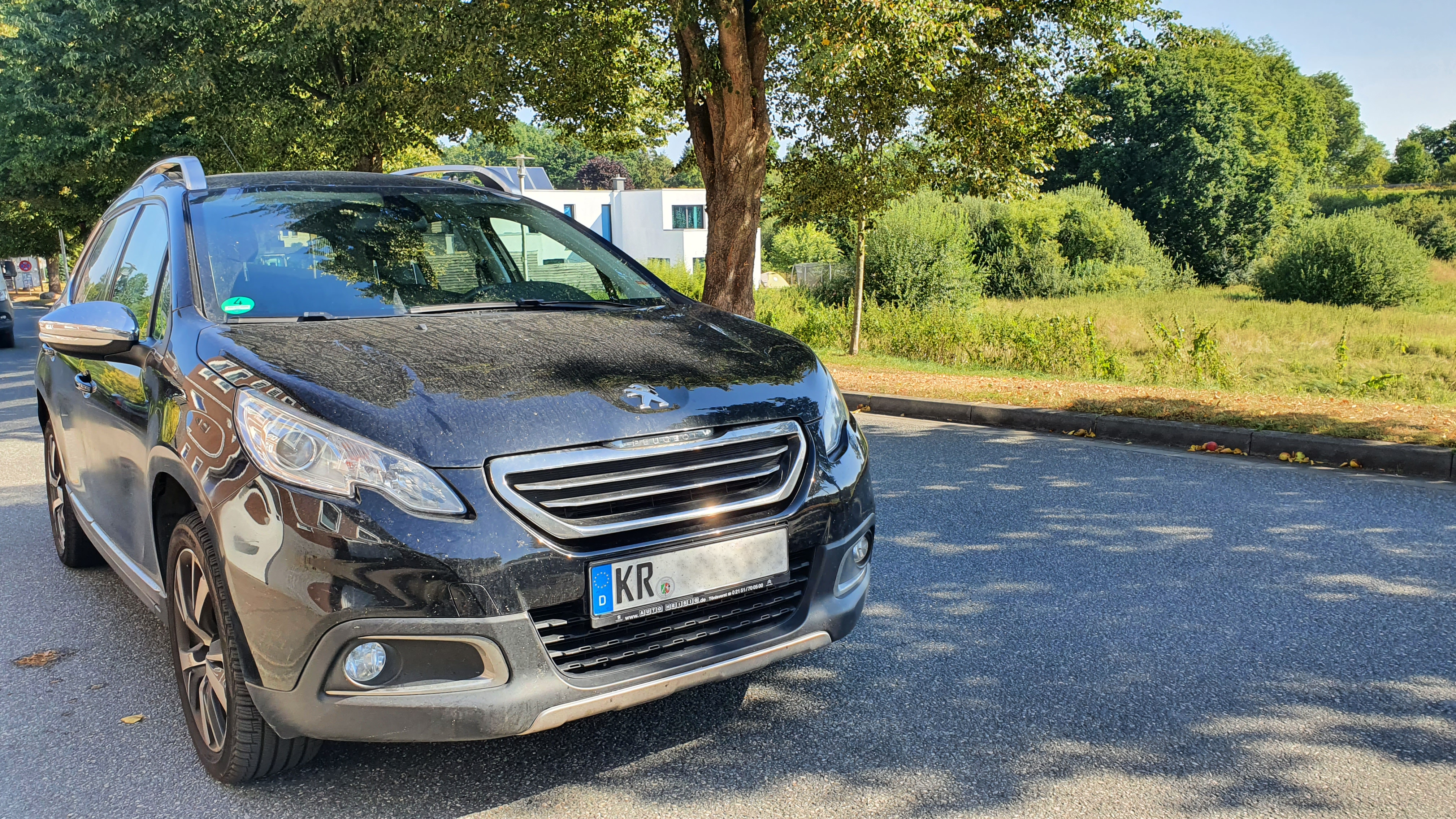
Frontansicht eines schwarzen Peugeot 2008

Der Peugeot 2008 I war ein Crossover-SUV des französischen Autoherstellers Peugeot. Er wurde Anfang 2012 auf der Beijing Auto Show als Studie Peugeot Urban Crossover vorgestellt, die Premiere der Serienversion war auf dem Genfer Auto-Salon im März 2013. Der Marktstart erfolgte im April 2013 zu einem Preis ab 14.700 € in Deutschland. Damit war er günstiger als seine Hauptkonkurrenten Nissan Juke und Opel Crossland X.
Der 2008 basierte technisch auf der Plattform des Peugeot 208 I. Neben dem Opel Crossland X (Plattformbruder) und Nissan Juke zählte auch der später startende Ford EcoSport zu den Hauptkonkurrenten. Eine Version mit Hybrid Air Antrieb, bei der ein Dreizylinder-Benzinmotor mit einem Druckluftantrieb kombiniert wird, war für 2016 angekündigt, kam aber nie auf den Markt.
Im Januar 2015 nahm der 2008 in der Version DKR an der Rallye Dakar teil.
Beim 2008 waren die Ausstattungsvarianten Active, Allure, sowie eine GT-Line Edition erhältlich.
Auf dem Genfer Auto-Salon 2016 wurde eine überarbeitete Version vorgestellt, welche am Kühlergrill mit nun senkrecht ausgerichteten Streben und integriertem Marken-Löwen erkennbar ist. Außerdem hat der modellgepflegte 2008 Radlaufverbreiterungen aus schwarzem Kunststoff und die Allure Ausstattung kann mit dem GT-Line Paket erweitert werden.
Der 2008 I war zusätzlich auch der Nachfolger des 207 SW, da es vom 208 I keine Kombi-Variante gab. Im Juni 2019 wurde der Peugeot 2008 II vorgestellt. Er basiert wie der Peugeot 208 II oder der DS 3 Crossback auf der Common Modular Platform (CMP).

## Produktion
Der Peugeot 2008 wurde zunächst in Mülhausen (Frankreich) und Wuhan (China), später auch im PSA-Werk in Porto Real im Bundesstaat Rio de Janeiro in Brasilien produziert. Peugeot selbst bezeichnete den 2008 als „Weltauto“.

## Technische Daten
Mit e-HDi führt PSA Peugeot eine Spritspartechnologie ein, die bei ihrer Einführung 2010 zunächst nur für die Dieselmodelle bestimmt war. Später wurde das System ebenfalls bei den Ottomotoren angeboten. Das System umfasst eine Start-Stopp-Automatik mit einem reversiblen Startergenerator. Damit wird der Motor in Standphasen automatisch abgeschaltet und bei Bedarf wieder angelassen. Der Starter-Generator wird auch zur Rückgewinnung der Bremsenergie eingesetzt. Das System wurde gemeinsam mit Valeo entwickelt. Zum e-HDi-Paket gehören außerdem ein Getriebe mit optimierter Schaltung sowie rollwiderstandsarme Reifen. Insgesamt sollen Verbrauch und CO2-Emissionen der Selbstzünderversionen so um bis zu 15 Prozent sinken.

### Ottomotoren
|                                             | 82 VTi/1.2 PureTech 82 1        | 1.2 PureTech 82            | 82 e-VTI ETG5/1.2 PureTech 82 ETG5 1  | 1.2 PureTech 110              | 1.2 PureTech 110                  | 1.2 PureTech 110            | 1.2 PureTech 130            | 1.2 PureTech 130            | 1.2 PureTech 130            | 1.6 VTi 120                   |
| Bauzeitraum                                 | 03/2013–04/2018                 | 04/2018–05/2019            | 03/2013–03/2015                       | 03/2015–07/2018               | 07/2018–05/2019                   | 05/2019–06/2019             | 03/2015–04/2018             | 04/2018–05/2019             | 05/2019–06/2019             | 03/2013–03/2015               |
| Motorkenndaten                              |                                 |                            |                                       |                               |                                   |                             |                             |                             |                             |                               |
| Motortyp                                    | R3-Ottomotor                    | R3-Ottomotor               | R3-Ottomotor                          | R3-Ottomotor                  | R3-Ottomotor                      | R3-Ottomotor                | R3-Ottomotor                | R3-Ottomotor                | R3-Ottomotor                | R4-Ottomotor                  |
| Gemischaufbereitung                         | Saugrohreinspritzung            | Saugrohreinspritzung       | Saugrohreinspritzung                  | Direkteinspritzung            | Direkteinspritzung                | Direkteinspritzung          | Direkteinspritzung          | Direkteinspritzung          | Direkteinspritzung          | Saugrohreinspritzung          |
| Motoraufladung                              | —                               | —                          | —                                     | Turbolader                    | Turbolader                        | Turbolader                  | Turbolader                  | Turbolader                  | Turbolader                  | —                             |
| Hubraum                                     | 1199 cm³                        | 1199 cm³                   | 1199 cm³                              | 1199 cm³                      | 1199 cm³                          | 1199 cm³                    | 1199 cm³                    | 1199 cm³                    | 1199 cm³                    | 1598 cm³                      |
| max. Leistung                               | 60 kW (82 PS) bei 5750/min      | 61 kW (83 PS) bei 5750/min | 60 kW (82 PS) bei 5750/min            | 81 kW (110 PS) bei 5500/min   | 81 kW (110 PS) bei 5500/min       | 84 kW (114 PS) bei 5500/min | 96 kW (131 PS) bei 5500/min | 96 kW (131 PS) bei 5500/min | 96 kW (131 PS) bei 5500/min | 88 kW (120 PS) bei 6000/min   |
| max. Drehmoment                             | 118 Nm bei 2750/min             | 118 Nm bei 2750/min        | 118 Nm bei 2750/min                   | 205 Nm bei 1500/min           | 205 Nm bei 1750/min               | 205 Nm bei 1750/min         | 230 Nm bei 1750/min         | 230 Nm bei 1750/min         | 230 Nm bei 1750/min         | 160 Nm bei 4250/min           |
| Kraftübertragung                            |                                 |                            |                                       |                               |                                   |                             |                             |                             |                             |                               |
| Antrieb, serienmäßig                        | Vorderradantrieb                | Vorderradantrieb           | Vorderradantrieb                      | Vorderradantrieb              | Vorderradantrieb                  | Vorderradantrieb            | Vorderradantrieb            | Vorderradantrieb            | Vorderradantrieb            | Vorderradantrieb              |
| Getriebe, serienmäßig                       | 5-Gang-Schaltgetriebe           | 5-Gang-Schaltgetriebe      | automatisiertes 5-Gang-Schaltgetriebe | 5-Gang-Schaltgetriebe         | 6-Stufen-Automatikgetriebe (EAT6) | 6-Gang-Schaltgetriebe       | 6-Gang-Schaltgetriebe       | 6-Gang-Schaltgetriebe       | 6-Stufen-Automatikgetriebe  | 5-Gang-Schaltgetriebe         |
| Getriebe, optional                          | —                               | —                          | —                                     | 6-Stufen-Automatik            | —                                 | —                           | —                           | —                           | —                           | 4-Stufen-Automatik            |
| Messwerte                                   |                                 |                            |                                       |                               |                                   |                             |                             |                             |                             |                               |
| Höchstgeschwindigkeit                       | 169 km/h                        | 166 km/h                   | 170 km/h                              | 191 km/h (AT: 188 km/h)       | 181 km/h                          | 188 km/h                    | 200 km/h                    | 199 km/h                    | 203 km/h                    | 196 km/h (AT: 189 km/h)       |
| Beschleunigung, 0–100 km/h                  | 13,5 s                          | 13,6 s                     | 16,6 s                                | 9,9 s                         | 10,5 s                            | 10,9 s                      | 9,3 s                       | 8,6 s                       | 9,9 s                       | 9,5 s (AT: 11,2 s)            |
| Kraftstoffverbrauch auf 100 km (kombiniert) | 4,9 l Super                     | 5,0 l Super                | 4,3 l Super                           | 4,7 l Super (AT: 4,8 l Super) | 5,5–5,7 l Super                   | 4,8–5,0 l Super             | 4,8 l Super                 | 5,1–5,2 l Super             | 5,0–5,2 l Super             | 5,9 l Super (AT: 6,5 l Super) |
| CO2-Emission (kombiniert)                   | 114 g/km                        | 114 g/km                   | 99 g/km                               | 108 g/km                      | 126–131 g/km                      | 110–114 g/km                | 110 g/km                    | 117–120 g/km                | 114–118 g/km                | 135 g/km (AT: 150g/km)        |
| Abgasnorm nach EU-Klassifikation            | Euro 5 (1.2 PureTech 82 Euro 6) | Euro 6d-TEMP               | Euro 5 (1.2 e-VTi 82 ETG5 hat Euro 6) | Euro 6                        | Euro 6d-TEMP                      | Euro 6d                     | Euro 6                      | Euro 6d-TEMP                | Euro 6d                     | Euro 5                        |

### Dieselmotoren
|                                             | HDi FAP 68 2               | 1.5 BlueHDi 100             | 1.5 BlueHDi 100             | 1.5 BlueHDi 120                     | e-HDi FAP 92 Stop & Start  | e-HDi FAP 92 EGS6 Stop & Start        | 1.6 BlueHDi 100 (FAP)      | e-HDi FAP 115 Stop & Start  | 1.6 BlueHDi 120 (FAP)       |
| Bauzeitraum                                 | 03/2013–09/2015            | 04/2018–12/2018             | 03/2019–06/2019             | 04/2018–06/2019                     | 03/2013–09/2015            | 03/2013–09/2015                       | 03/2015–04/2018            | 03/2013–03/2015             | 01/2015–04/2018             |
| Motorkenndaten                              |                            |                             |                             |                                     |                            |                                       |                            |                             |                             |
| Motortyp                                    | R4-Dieselmotor             | R4-Dieselmotor              | R4-Dieselmotor              | R4-Dieselmotor                      | R4-Dieselmotor             | R4-Dieselmotor                        | R4-Dieselmotor             | R4-Dieselmotor              | R4-Dieselmotor              |
| Gemischaufbereitung                         | Direkteinspritzung         | Direkteinspritzung          | Direkteinspritzung          | Direkteinspritzung                  | Direkteinspritzung         | Direkteinspritzung                    | Direkteinspritzung         | Direkteinspritzung          | Direkteinspritzung          |
| Motoraufladung                              | Turbolader                 | Turbolader                  | Turbolader                  | Turbolader                          | Turbolader                 | Turbolader                            | Turbolader                 | Turbolader                  | Turbolader                  |
| Hubraum                                     | 1398 cm³                   | 1499 cm³                    | 1499 cm³                    | 1499 cm³                            | 1560 cm³                   | 1560 cm³                              | 1560 cm³                   | 1560 cm³                    |                             |
| max. Leistung                               | 50 kW (68 PS) bei 4000/min | 75 kW (102 PS) bei 3500/min | 75 kW (102 PS) bei 3500/min | 88 kW (120 PS) bei 3750/min         | 68 kW (92 PS) bei 4000/min | 68 kW (92 PS) bei 4000/min            | 73 kW (99 PS) bei 3750/min | 84 kW (115 PS) bei 3600/min | 88 kW (120 PS) bei 3500/min |
| max. Drehmoment                             | 160 Nm bei 1750/min        | 250 Nm bei 1750/min         | 250 Nm bei 1750/min         | 300 Nm bei 1750/min                 | 230 Nm bei 1750/min        | 230 Nm bei 1750/min                   | 254 Nm bei 1750/min        | 270 Nm bei 1750/min         | 300 Nm bei 1750/min         |
| Kraftübertragung                            |                            |                             |                             |                                     |                            |                                       |                            |                             |                             |
| Antrieb, serienmäßig                        | Vorderradantrieb           | Vorderradantrieb            | Vorderradantrieb            | Vorderradantrieb                    | Vorderradantrieb           | Vorderradantrieb                      | Vorderradantrieb           | Vorderradantrieb            | Vorderradantrieb            |
| Getriebe, serienmäßig                       | 5-Gang-Schaltgetriebe      | 6-Gang-Schaltgetriebe       | 6-Gang-Schaltgetriebe       | 6-Stufen-Automatikgetriebe (EAT6) 3 | 5-Gang-Schaltgetriebe      | automatisiertes 6-Gang-Schaltgetriebe | 5-Gang-Schaltgetriebe      | 6-Gang-Schaltgetriebe       | 6-Gang-Schaltgetriebe       |
| Getriebe, optional                          | —                          | —                           | —                           | —                                   | —                          | —                                     | —                          | —                           | —                           |
| Messwerte                                   |                            |                             |                             |                                     |                            |                                       |                            |                             |                             |
| Höchstgeschwindigkeit                       | 159 km/h                   | 182 km/h                    | 183 km/h                    | 193 km/h                            | 181 km/h                   | 180 km/h                              | 180 km/h                   | 188 km/h                    | 190 km/h                    |
| Beschleunigung, 0–100 km/h                  | 14,9 s                     | 10,6 s                      | 10,6 s                      | 9,5 s                               | 11,5 s                     | 13,3 s                                | 11,3                       | 10,4 s                      | 9,6 s                       |
| Kraftstoffverbrauch auf 100 km (kombiniert) | 4,0 l Diesel               | 4,0 l Diesel                | 3,5–3,6 l Diesel            | 3,9–4,0 l Diesel                    | 4,0 l Diesel               | 3,8 l Diesel                          | 3,6 l Diesel               | 4,0 l Diesel                | 3,7 l Diesel                |
| CO2-Emission (kombiniert)                   | 104 g/km                   | 98 g/km                     | 91–94 g/km                  | 103–105 g/km                        | 103 g/km                   | 98 g/km                               | 95 g/km                    | 106 g/km                    | 96 g/km                     |
| Abgasnorm nach EU-Klassifikation            | Euro 5                     | Euro 6d-TEMP                | Euro 6d-TEMP                | Euro 6d-TEMP                        | Euro 5                     | Euro 5                                | Euro 6                     | Euro 5                      | Euro 6                      |

## Zulassungszahlen in Deutschland
| Jahr                                                          |      |  | Stück  |        |
| 2013                                                          | 2013 |  | 6.736  | 6.736  |
| 2014                                                          | 2014 |  | 10.750 | 10.750 |
| 2015                                                          | 2015 |  | 10.647 | 10.647 |
| 2016                                                          | 2016 |  | 14.455 | 14.455 |
| 2017                                                          | 2017 |  | 13.133 | 13.133 |
| 2018                                                          | 2018 |  | 14.209 | 14.209 |
| Zulassungszahlen in Deutschland, Quelle: Kraftfahrt-Bundesamt |      |  |        |        |

(die Zulassungszahlen für das Jahr 2019 befinden sich kumuliert für die Modelle 2008 I und 2008 II im Artikel Peugeot 2008 II)